# Kenshiro Suzuki
Kenshiro Suzuki (født 20. marts 1996) er en japansk fodboldspiller, som spiller for den japanske fodboldklub Kamatamare Sanuki.